# Jyeshtha (mois)
Jyeshtha ou Jyēṣṭha ( sanskrit : ज्येष्ठ  ; népalais : जेठ jēṭ ; assamais : জেঠ Zeth ; Odia  Jyeṣṭha ) est un mois du calendrier hindou.
Dans le calendrier civil national indien, Jyestha est le troisième mois de l'année. Connu sous le nom de Joishtho ( bengali : জ্যৈষ্ঠ Jyôishţhô en bengali) ; c'est le deuxième mois du calendrier bengali.
Dans les calendriers religieux lunaires, Jyēṣṭha commence à la nouvelle lune et constitue le troisième mois de l'année.
Traditionnellement, Jyēṣṭha est associé au plein été et correspond à mai-juin dans le calendrier grégorien. En tamoul, le mois est connu sous le nom d'Āni, le troisième mois du calendrier solaire qui commence à la mi-juin.
En astrologie hindoue, Jyēṣṭha commence avec l'entrée du Soleil en Taureau et constitue le deuxième mois de l'année.

## Festivals
- Shani Dev Jayanti est célébré le jour de la Nouvelle Lune, c'est-à-dire Amavasya du mois de Jyeshtha.
- Ganga Dussehra est célébré comme l'avatarana ou la descente du Gange du ciel à la terre. Le jour de la célébration, Ganga Dashahara, le Dashami (dixième jour) de la lune croissante du mois du calendrier hindou Jyestha, amène des foules de baigneurs sur les rives du fleuve. On dit qu'un bain dans le Gange ce jour-là débarrasse le baigneur de dix péchés (dasha = sanskrit « dix » ; hara = détruire) ou bien de dix vies de péchés.
- Nirjala Ekadashi est célébrée le Shukla Paksha (lune croissante) Ekadashi (11e jour) de Jyeshtha. C'est l'Ekadashis le plus sacré et le plus propice parmi les 24 Ekadashis par an. On peut bénéficier des bienfaits des 24 Ekadashis en jeûnant ce jour-là.
- Vat Purnima est une célébration observée dans le Maharashtra et le Karnataka, en Inde. Elle est célébrée le jour de la pleine lune (le 15) du mois de Jyeshtha selon le calendrier hindou. Ce jour-là, les femmes prient pour leurs maris en attachant des fils autour d'un banian. Il rend hommage à Savitri, l'épouse légendaire de Satyavan qui a échappé à la mort pour sauver la vie de son mari.
- Snana Yatra est une fête balnéaire célébrée le Purnima (jour de pleine lune) du mois hindou de Jyeshtha. C'est une fête importante du culte de Jagannath. Les divinités Jagannath, Balabhadra, Subhadra, Sudarshan et Madanmohan sont sorties du temple de Jagannath (Puri) et emmenées en procession jusqu'au Snana Bedi. Ils sont cérémonieusement baignés et décorés pour un public public.
- Le carnaval Sitalsasthi a lieu ce mois-ci, le jour de Jyeshtha Shuddha Shashthi à Odisha depuis plusieurs siècles.

| Shukla Paksha   | Krishna Paksha  |
| --------------- | --------------- |
| 1. Prathama     | 1. Prathama     |
| 2. Dwitiya      | 2. Dvitia       |
| 3. Tritiya      | 3. Tritiya      |
| 4. Chaturthi    | 4. Chaturthi    |
| 5. Panchami     | 5. Panchami     |
| 6. Shashthi     | 6. Shashthi     |
| 7. Saptami      | 7. Saptami      |
| 8. Ashtami      | 8. Ashtami      |
| 9. Navami       | 9. Navami       |
| dix. Dashami    | dix. Dashami    |
| 11. Ekadashi    | 11. Ekadashi    |
| 12. Dwadashi    | 12. Dwadashi    |
| 13. Trayodashi  | 13. Trayodashi  |
| 14. Chaturdashi | 14. Chaturdashi |
| 15. Purnima     | 15. Amavasya    |

## Voir également
- Calendrier national indien
- Astronomie hindoue
- Jyotisha
- Nissan
- Unités de temps hindoues
- Astronomie indienne
- Astrologie hindoue